# Gonomyia horribilis
Gonomyia horribilis är en tvåvingeart som beskrevs av Alexander 1941. Gonomyia horribilis ingår i släktet Gonomyia och familjen småharkrankar. Inga underarter finns listade i Catalogue of Life.